# Jack Culcay-Keth
Jack Robert Culcay-Keth (Ambato, Ecuador, 26 de septiembre de 1985) es un deportista alemán de origen ecuatoriano que compite en boxeo.
Ganó una medalla de oro en el Campeonato Mundial de Boxeo Aficionado de 2009 y una medalla de plata en el Campeonato Europeo de Boxeo Aficionado de 2008, en el peso wélter.
En diciembre de 2009 disputó su primera pelea como profesional. En junio de 2016 conquistó el título internacional de la AMB, en la categoría de peso semimedio, en septiembre de 2018 ganó el título internacional de la IBF y en noviembre el título internacional de la OMB.
En su carrera profesional tuvo en total 38 combates, con un registro de 33 victorias y 5 derrotas.

## Palmarés internacional
| Campeonato Mundial | Campeonato Mundial      | Campeonato Mundial | Campeonato Mundial |
| Año                | Lugar                   | Medalla            | Categoría          |
| ------------------ | ----------------------- | ------------------ | ------------------ |
| 2009               | Milán (Italia)          | Medalla de oro     | 69 kg              |
| Campeonato Europeo |                         |                    |                    |
| Año                | Lugar                   | Medalla            | Categoría          |
| 2008               | Liverpool (Reino Unido) | Medalla de plata   | 69 kg              |